# Jerry Prempeh
Jeremiah Prempeh (29 december 1988) is a Ghanese voetballer. Anno 2020 speelt Prempeh voor Royal Excelsior Virton.

## Clubcarrière

##### Jeugd & Troyes AC
Prempeh speelde in de jeugd bij Le Mée Sports Football en Troyes AC, bij die laatste tekende hij in 2008 een profcontract. Prempeh kwam 5 keer in actie voor hen. Tijdens de zomer van 2009 vertrok hij echter alweer.

##### FK Mladá Boleslav & US Sénart-Moissy
Zijn bestemming was Tsjechië, om precies te zijn FK Mladá Boleslav. In November van datzelfde jaar vertrok hij naar US Sénart-Moissy. Prempeh speelde maar een match voor FK Mladá Boleslav. Bij Sénart-Moissy speelde hij ook maar 8 matchen.

##### Royal Excelsior Virton
Na 1 seizoen terug in Frankrijk gespeeld te hebben trok hij naar België, naar de Zuidelijkste profclub van het land, genaamd Royal Excelsior Virton. Hij speelde 1 seizoen voor hen, waarin hij een vaste waarde was, ook scoorde hij 2 goals, terwijl Prempeh een centrale verdediger van 1.78 meter is.

##### FC Fribourg
Na dat ene seizoen bij de Belgische Derdeklasser trok hij naar FC Fribourg. Fribourg speelde op dat moment in de Derde klasse van Zwitserland, door de competitie hervormingen in Zwitserland werd dit na 2012 echter de Vierde klasse, waardoor Prempeh vertrok naar F91 Dudelange.

##### F91 Dudelange & terugkeer naar Virton
Bij Dudelange werd hij een echte clublegende, in 7 seizoenen was Prempeh altijd titularis, hij won met hen 10 bekers in 7 seizoenen.
Na zijn tijd bij Dudelange keerde hij terug naar RE Virton, dit had er vooral mee te maken dat beide clubs waren overgenomen waren door dezelfde Luxemburgse zakenman, de club was in de 8 jaar na zijn vertrek gepromoveerd, echter waren er ook competitiehervormingen waardoor ze terug uitkwamen in de Derde klasse van België. na 3 jaar in deze nieuwe competitie wist Virton promotie af te dwingen naar de nieuwe Tweede klasse. Prempeh zijn eerste jaar in de nieuwe Tweede Klasse was dus voor voor Virton hun eerste keer in deze nieuwe divisie. Prempeh was net zoals bij Dudelange een vaste waarde bij Virton.

## Palmares
- 5 keer Nationaldivisioun (Luxemburgs kampioen)
- 3 keer Coupe du Luxembourg (Luxemburgse beker)
- 2 keer coupe de la ligue (Luxembourg) (Luxemburgse beker voor Eerste Klasse-clubs)